# Kauffman (cràter)
Kauffman és un cràter d'impacte en el planeta Venus de 25,5 km de diàmetre. Porta el nom d'Angelika Kauffmann (1741-1807), pintora austrosuïssa, i el seu nom va ser aprovat per la Unió Astronòmica Internacional el 1985.